# Clostridium cylindrosporum
Clostridium cylindrosporum  è una specie di batterio appartenente alla famiglia delle Clostridiaceae.